# Уинтер, Тимоти
Тимоти Уинтер (Timothy John Winter ), после принятия Ислама Абдул Хаким Мурад  - исламский ученый, богослов, представитель неотрадиционализма, переводчик.
Является основателем и деканом Мусульманского колледжа в Кембридже. Преподает исламские науки на факультете теологии в Кембридже.
Стал инициатором постройки первой эко-мечети в Европе.
В 2022 году вошел в список "500 самых влиятельных мусульман " под номером 45.

## Биография
Родился в семье архитектора и актрисы. Принял Ислам в 1979 году. Учился в Вестминстерской школе, продолжал обучение Пемброк-колледже. Затем переехал в Каир, поступив в Университет Аль-Азхар, но не закончил там обучение. После возвращения изучал турецкий и персидский языки в Лондонском Университете. В 2013 году получил докторскую степень за диссертацию "Оценка исламо-христианской дихотомии в свете рассуждений Священного Писания", которая закрыта для публичного доступа до 2050 года.

## Взгляды
Критикует понятие "исламофобия". Считает, что оно связано с трайбалистским и расистским страхом и не направлено непосредственно на Ислам. Тем не менее он осуждал подъем ненависти к Исламу в Европе и считал причиной этому то, что Европа потеряла веру и традицию.
Тимоти Уинтер считает себя исламским традиционалистом и определяет взгляды таких радикальных групп как Аль-Каида нелегитимными и неаутентичными.
Он является критиком внешней политики Запада за разжигание ненависти и ресентимента в исламском мире.
Уинтер соглашался с позицией Юлиуса Эволы на современность, хотя и отрицал его расистские идеи.

## Публикации
- Travelling Home: Essays on Islam in Europe (Cambridge: The Quilliam Press, 2020)
- Gleams from the Rawdat al-Shuhada: (Garden of the Martyrs) of Husayn Vaiz Kashifi (Cambridge: Muslim Academic Trust, 2015)
- Montmorency's Book of Rhymes Illustrated by Anne Yvonne Gilbert (California: Kinza Press, 2013)
- Commentary on the Eleventh Contentions (Cambridge: Quilliam Press Ltd, 2012)
- XXI Asrda Islom: Postmodern Dunyoda qiblani topish (Tashkent: Sharq nashriyoti, 2005)
- Muslim Songs of the British Isles: Arranged for Schools (London: Quilliam Press Ltd, 2005)
- Postmodern Dünya’da kibleyi bulmak (Istanbul: Gelenek, 2003)
- Co-authored with John A. Williams, Understanding Islam and the Muslims (Louisville: Fons Vitae, 2002)
- Understanding the Four Madhhabs: Facts About Ijtihad and Taqlid (Cambridge: Muslim Academic Trust, 1999)